# Said Toual
Said Toual (en arabe : سعيد طوال) est un footballeur algérien né le 15 mai 1975 à Hussein Dey dans la wilaya d'Alger. Il évoluait au poste de gardien de but.
Il est le frère des gardiens de but Hassane Toual, Athmane Toual et Fateh Toual.

## Biographie
Il évolue en première division algérienne avec les clubs, du NA Hussein Dey et de l'OMR El Anasser. Il dispute 63 matchs en Ligue 1.

## Palmarès
OMR El Anasser
- Championnat d'Algérie D2 (1) :
  - Champion : 2005-06.